# كريستال مارشال
كريستال مارشال (بالإنجليزية: Kristal Marshall)‏ هي مصارعة محترفة وعارضة وممثلة أمريكية، ولدت في 11 نوفمبر 1983 في لوس أنجلوس في الولايات المتحدة.

## وصلات خارجية
- كريستال مارشال على موقع CageMatch worker (الإنجليزية)
- كريستال مارشال على موقع قاعدة بيانات المصارعة على الإنترنت (الإنجليزية)
- كريستال مارشال على موقع عالم المصارعة على الإنترنت (الإنجليزية)
- كريستال مارشال على موقع عالم المصارعة على الإنترنت (الإنجليزية)
- كريستال مارشال على موقع IMDb (الإنجليزية)
- كريستال مارشال على موقع قاعدة بيانات الفيلم (الإنجليزية)